# Jebena

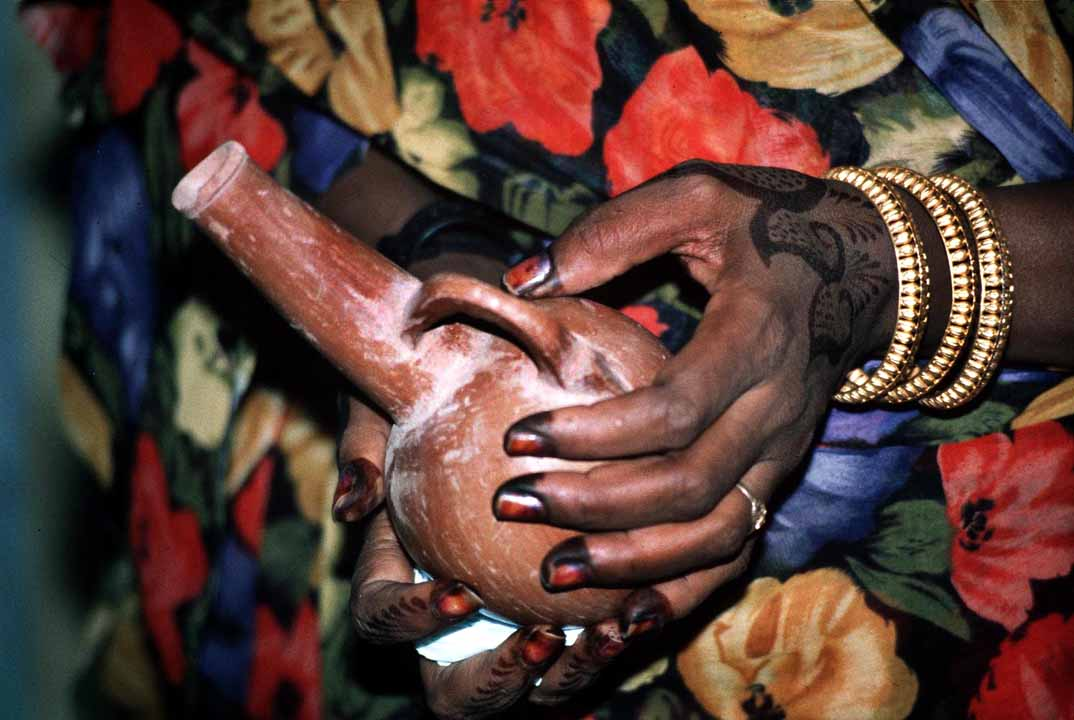
Mujer sosteniendo una jebena.

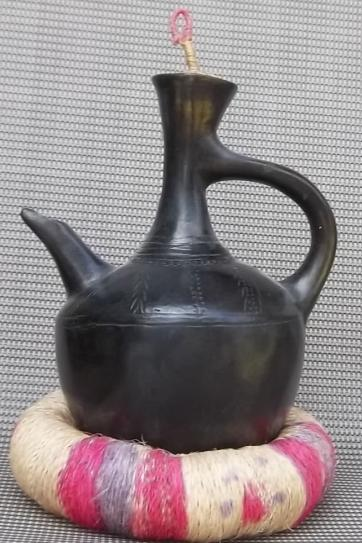
Una jebena

La jebena (ge'ez: ጀበና djäbäna; árabe: جبنة jabana) es un utensilio empleado para preparar café en las correspondientes ceremonias de Etiopía, Eritrea y este de Sudán. Suele estar hecha de cerámica y tiene una base esférica, un cuello y una boquilla, además de un asa donde el cuello se une con la base.
Típicamente cuando el café hierve sube por el cuello y se vierte a otro recipiente para que se enfríe, devolviéndose entonces a la jebena para repetir el proceso. Se pone en la boquilla un filtro hecho de pelo de caballo u otro material para evitar que los granos de café molidos escapen. En Etiopía se emplea una pequeña taza de cerámica llamada cini para depositar el café procedente de la jebena.